# Dennis Curran (Basketballspieler)
Dennis Curran ist ein ehemaliger US-amerikanischer Basketballspieler, der für den MTV 1846 Gießen in der Basketball-Bundesliga aktiv war.

## Laufbahn
Curran spielte am Siena College (US-Bundesstaat New York). Auf Empfehlung seines Landsmannes Anthony Koski wurde er 1974 vom deutschen Bundesligisten MTV 1846 Gießen verpflichtet. Die Mittelhessen hatten einen Ersatz für den über zwei Meter großen Koski gesucht und waren davon ausgegangen, dass auch Curran ungefähr diese Körpergröße aufweise. Bei seiner Ankunft in Deutschland mussten die Vereinsverantwortlichen allerdings feststellen, dass der Amerikaner nur wenige Zentimeter mehr als 1,90 Meter maß. Curran wurde dennoch in der Gießener Mannschaft die erhoffte Verstärkung unter den Körben und avancierte in der Saison 1974/75, in der der MTV deutscher Meister wurde, mit einem Schnitt von 27 Punkten je Partie gar zum besten Korbschützen der Bundesliga. In der Saison 1975/76 reichten Currans Leistungen nicht mehr an jene der Meistersaison heran, was unter anderem lag, dass er sich bei einer Auseinandersetzung mit US-Soldaten eine gebrochene Hand sowie eine Augenverletzung zugezogen hatte. 1976 verließ Curran Gießen, spielte anschließend in Frankreich und ging als Mitglied der Gegnermannschaft der Harlem Globetrotters auf Tournee.